# Merih Öztürk
Merih Öztürk (* 28. Dezember 1999 in Düzce) ist eine türkische Schauspielerin und Model. Sie wurde bei „Best Model Of Turkey 2018“ Dritte.

## Leben und Karriere
Öztürks Vater ist tscherkessischer Abstammung und stammt aus Düzce, ihre Mutter stammt aus Arhavi. Im Alter von sechs Jahren trat sie in dem Film Son Osmanlı Yandım Ali auf. Sie erschien auch in einigen Werbespots von TRT Çocuk, Transist, Danette und bei Veet.
2016 wurde sie im Alter von 16 Jahren bei Best Model of Turkey Finalistin. 2017 entschied sie sich erneut für Best Model of Turkey und erhielt im Alter von 17 Jahren als Finalistin die Auszeichnung Best Promising Award. Als sie 2018 erneut teilnahm, belegte sie den dritten Platz. Ihr Debüt gab sie 2017 in der Serie Nerde O Yeminler. Außerdem machte sie Werbung für Liverpool Victoria. 2021 bekam sie eine Rolle in der Serie Börü 2039. Seit 2022 spielt in Balkan Ninnisi in der Hauptrolle.

## Filmografie
Filme
- 2006: Son Osmanlı Yandım Ali

Serien
- 2017: Nerde O Yeminler
- 2018: İki Aile
- 2021–2022: Börü 2039
- 2022: Balkan Ninnisi[6]

## Werbespots
- 2017: Danette
- 2019: TRT Çocuk
- 2019: Liverpool Victoria
- 2020: Veet
- 2020: Molped
- 2021: Enza Home

## Auszeichnungen
- 2017: Best Model of Turkey
- 2018: Best Model of Turkey